# IFolder
iFolderはノベルが開発したオープンソースのアプリケーションで、コンピュータネットワーク上で異機種間ファイル共有を行うものである。
iFolderは共有フォルダという概念に基づいている。フォルダを共有とマークすると、その中身はネットワーク上の他のコンピュータ群と同期される。このとき、2つのコンピュータ間でPeer to Peer形態で行うこともできるし、サーバを経由して行うこともできる。これは個人ユーザーが複数コンピュータ間でのファイル同期に使ったり（職場のコンピュータと自宅のコンピュータ間など）、他のユーザーとの間でファイルを共有すること（例えば同じプロジェクトで働く人同士での共有）を意図したものである。
iFolderの中核は実際にはSimiasと呼ばれるプロジェクトである。Simiasはファイル群の更新を監視し、それら更新を同期させ、フォルダ上のアクセスパーミッションを制御する。iFolderクライアント（グラフィカルなデスクトップクライアントやウェブクライアントなど）はSimiasバックエンドと通信する独立したプログラムとして開発された。

## 歴史
ノベルは2001年3月19日にiFolderを発表し、2001年6月29日にWindows NT / 2000およびNovell NetWare 5.1向けのソフトウェアパッケージとしてリリースした。その後、NetWare 6.0では同梱している。また、ウェブブラウザを通して共有ファイルにアクセスする機能も備えていた。
2002年3月13日、iFolder Professional Edition 2を発表し、数ヵ月後にリリースした。この時点でLinuxとSolarisに対応し、ウェブアクセスにWindows CEとPalm OSが加えられた。このバージョンでは大企業で多数のユーザーがファイルを共有する場合に対応できるように設計され、管理者への通知機能も強化されている。
ノベルがLinuxソフトウェア企業であるXimianとSUSEを買収した後、2004年3月22日、ノベルはiFolderをGPLライセンスによるオープンソースプロジェクトとしてリリースすることを発表した。また、オープンソース版のiFolderでは開発を容易にするためMonoフレームワークを使うことも発表した。
2005年6月22日、iFolder 3.0をリリース。
2006年3月31日、iFolder Enterprise Serverをオープンソース化することを発表した。
2009年4月2日にノベルがリリースした最新版 (3.7.2) では、Windows Vista、Mac OS X v10.4及びv10.5用クライアントが追加されている。また、SSL、LDAPGroupサポート、自動アカウント生成、iFolder Merge、ウェブアクセス強化、管理機能強化などの新機能を備えている。iFolder.comという公式サイトも一新され、従来バージョンを全く参照しないようになっている。